# Антропьево (Вологодская область)
Антропьево — деревня в Междуреченском районе Вологодской области.
Входит в состав Шейбухтовского сельского поселения, с точки зрения административно-территориального деления — в Шейбухтовский сельсовет.
Расстояние по автодороге до районного центра Шуйского — 19,4 км, до центра муниципального образования Щейбухты — 1,6 км.
По данным переписи в 2002 году постоянного населения не было.